# Бонаккорти, Энрика
Энрика Мария Сильвия Аделе Бонаккорти (итал. Enrica Maria Silvia Adele Bonaccorti; род. 18 ноября 1950, Савона, Лигурия) — итальянская актриса, теле-, радиоведущая, поэт-песенник и писательница.

## Биография
Родилась в Савоне. Провела своё детство и юность в разных городах, включая Сассари и Геную, поскольку её отец работал в полиции и часто переезжал с места на место. Она начала свою карьеру на сцене, дебютировав в пьесе «Alla ringhiera», а затем присоединилась к театральной труппе Доменико Модуньо и Паолы Каттрини. Она также сотрудничала с Модуньо, сочиняя тексты песен, в частности хиты «La lontananza» и «Amara terra mia». В 1970-е годы она также снималась в фильмах и телесериалах. Она дебютировала в качестве радиоведущей в 1974 году в программе «L’Uomo della notte» вместе с поэтом Альфонсо Гатто, а в качестве телеведущей в 1978 году с викториной «Il sesso forte» она принимала участие вместе с Микеле Гаммино. Пик её карьеры пришелся на середину 1980-х и начало 1990-х годов, когда на телевидении вышел ряд популярных программ с её участием: «Pronto chi gioca» (1985—1987), «Cari genitori» (1988—1991) и первый сезон варьете «Non é la Rai» (1991—1992).